# Dianthus sphacioticus
Dianthus sphacioticus ist eine Pflanzenart aus der Gattung der Nelken (Dianthus) innerhalb der Familie der Nelkengewächse (Caryophyllaceae).

## Beschreibung

### Vegetative Merkmale
Dianthus sphacioticus ist ein locker rasig wachsender, ausdauernder Halbstrauch, der Wuchshöhen von 2 bis 10, selten bis zu 15 Zentimetern erreicht. Der Stängel ist einblütig und aufsteigend. Bei nichtblühenden Trieben sind die Laubblätter 3 bis 6 Millimeter lang, länglich und breiter als bei blühenden Trieben. Die Stängelblätter sind weniger lang als die Internodien.

### Generative Merkmale
Die Blütezeit reicht von Juli bis September. Die Blüte ist radiärsymmetrisch. Die sechs Außenkelchblätter sind länglich. Der Kelch ist 14 bis 18 Millimeter lang und verjüngt sich von unterhalb der Mitte zur Spitze hin. Die rosafarbene Kronblattplatte ist bei einer Länge von etwa 3 Millimetern verkehrt-eiförmig, kahl und fast ganzrandig.

## Vorkommen
Dianthus sphacioticus ist im westlichen Kreta in der Präfektur Chania endemisch. Sie wächst dort in den Lefka Ori auf Schutthalden und Felsen in Höhenlagen von 1700 bis 2400 Metern.

## Taxonomie
Die Erstbeschreibung von Dianthus sphacioticus erfolgte 1849 durch Pierre Edmond Boissier und Theodor Heinrich Hermann von Heldreich in Diagnoses Plantarum Orientalium novarum, Serie 1, Band 8, Seite 70.